# Ne reviens pas (chanson de Johnny Hallyday)
Pour l’article homonyme, voir Ne reviens pas (chanson de Gradur et Heuss l'Enfoiré).
Singles de Johnny Hallyday
Marie
(2002) L'Instinct / Pense à moi
(2003)
Ne reviens pas est une chanson de Johnny Hallyday issue de son album de 2002 À la vie, à la mort.
Au début de 2003 la chanson est sortie en single et s'est classée à la 8e position des ventes en France.

## Développement et composition
La chanson a été écrite par Stephan Eicher et Philippe Djian. L'enregistrement a été produit par Pierre Jaconelli.

## Liste des pistes
Single CD — 2003, Mercury 063 779-2 (UMG)
1. Ne reviens pas (4:57)
2. J'ai rêvé de nous (5:00)[1]

## Classements
| Classement (2003)                       | Meilleure position |
| --------------------------------------- | ------------------ |
| Belgique (Wallonie Ultratop 50 Singles) | 20                 |
| France (SNEP)                           | 8                  |
| Suisse (Schweizer Hitparade)            | 59                 |